# 김제 문수사 목조아미타여래좌상
김제 문수사 목조아미타여래좌상(金堤 文殊寺 木造阿彌陀如來坐像)은 대한민국 전북특별자치도 김제시 황산동 문수사에 모셔져 있는 나무로 만든 석가여래좌상이다. 2000년 3월 31일 전라북도의 유형문화재 제178호로 지정되었다.

## 개요
대웅전에 모신 석가모니불 왼쪽에 있는 이 불상은 극락을 주관하는 아미타불을 새긴 것으로 조선 숙종 41년(1715년)에 만들었다. 머리 윤곽은 밋밋하여 촘촘한 고수머리에 코는 큼직하고 두툼하다. 양 어깨에 걸친 옷자락은 아래로 흘러 배 부근에서 둥글게 마무리되었다. 쩍 벌어진 어깨, 네모진 얼굴, 두툼한 무릎은 강전한 인상을 주며, 입도 큼직하고 시원스럽게 처리하였다. 책상다리를 한 무릎이 높게 표현되어 다소 둔한 느낌을 준다.

## 참고 자료
- 문수사목조아미타여래좌상 - 국가유산청 국가유산포털